# اونوا لیبرو

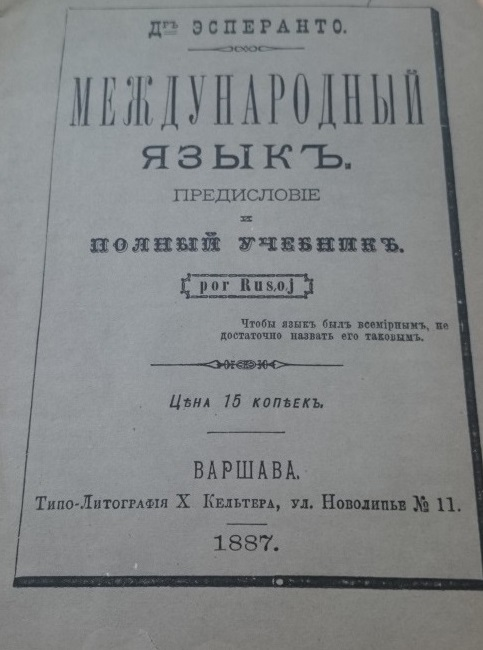
جلد نسخه اصلی اولین ویرایش کتاب به زبان روسی، ۱۸۸۷ میلادی، ورشو.

اونوا لیبرو (به اسپرانتو: Unua Libro) به معنی کتاب اول، اولین کتابی بود که در آن به شرح زبان اسپرانتو پرداخته شد. این کتاب اولین بار در روز ۲۶ ژوئیه ۱۸۸۷ در ورشو به‌دست دکتر لودویک زامنهوف به زبان روسی منتشر شد. این روز همه‌ساله در سراسر جهان به‌عنوان سال‌گرد تولد زبان فراساختهی اسپرانتو جشن گرفته می‌شود.

## نام اصلی این کتاب
نام اصلی این کتاب «مِژدونارودنیی یازیک، پرِدیسلوویه ئی پولنیی اوچِبنیک» (به روسی: Международный языкъ, Предисловіе и полный учебникъ) (به اسپرانتو: Internacia lingvo, Antaŭparolo kaj plena lernolibro) بود که به‌معنی «زبان بین‌المللی، مقدمه و کتاب آموزشی کامل» است، ولی در کتاب‌هائی که به تاریخ زبان اسپرانتو می‌پردازند، اغلب «کتاب اول» (به اسپرانتو: Unua Libro) نامیده شده و می‌شود.

## نظر ویلیام الد دربارهٔ این کتاب
ویلیام اُلد، نویسنده، شاعر و مترجم شهیر در ادبیات اسپرانتو، که بارها نامزد دریافت جایزهٔ ادبی نوبل نیز شده‌است، در کتاب معروف خود پدیدهٔ اسپرانتو، که به مناسبت صدمین سالگرد انتشار کتاب اول - که در واقع صدمین سال‌گرد تولد زبان اسپرانتو محسوب می‌شود - منتشر گردید، دربارهٔ این کتاب می‌نویسد:
در مورد جملهٔ آخر نقل‌قول یادشده، در پانوشت کتاب ‍پدیدهٔ اسپرانتو: راه‌حل مشکل زبان بین‌المللی آمده است:

اقدام ابتکاریِ شایستهٔ ذکری که دکتر زامنهوف در این باره انجام داد و به‌خوبیِ تمام، تعلق‌خاطر و دغدغهٔ پیشبرد ایده‌اش را نشان می‌دهد، از این قرار است: وی در صفحات پایانیِ کتاب اول فرم‌هایی را به‌چاپ رسانده بود که در یکی از آن‌ها از قولِ خواننده چنین آمده‌بود:
«این‌جانب، امضاءکنندهٔ این فرم، تعهد می‌کنم که زبان پیشنهادی‌ِ دکتر اسپرانتو را فراگیرم (واژهٔ اسپرانتو در ابتدا نام مستعار دکتر زامنهوف بود که به‌تدریج تبدیل به نام زبان ابداعیِ وی گشت)، چنان‌چه معلوم گردد ۱۰ میلیون نفر دیگر نیز همین تعهد را به‌صورت عمومی داده‌اند.»
خوانندگان می‌توانستند از این فرم‌ها برای جمع‌آوریِ تعهد دیگران نیز استفاده کنند. هم‌چنین، کسانی که مایل به فراگیریِ بدونِ شرط اسپرانتو بودند نیز، می‌توانستند این موضوع را توسط فرم‌های مربوط، اذعان دارند. نکتهٔ قابل توجه این بود که تعداد کسانی که مشتاق به فراگیریِ بدونِ شرط اسپرانتو بودند، به‌مراتب بیشتر از دیگران بود. بنابراین زامنهوف توجه خود را بیشتر معطوف به این افراد کرد و از ایشان خواست تا متن کوتاهی را به زبان اسپرانتو ترجمه کرده و همراه با نام و آدرس خود، برای وی ارسال کنند. به این ترتیب، هر کسی که موفق به ترجمهٔ صحیح متن فوق می‌شد، یعنی در واقع امتحان‌اش را در فراگیریِ اسپرانتو با موفقیت گذرانده بود، نامش وارد لیست اسپرانتودانان زامنهوف می‌گردید. تعداد این‌گونه افراد بود که تا سال ۱۸۸۹ در لیست دکتر زامنهوف به ۱۰۰۰ نفر رسید.

## انتشار کتاب اول به زبان‌های دیگر
همان‌طور که اشاره شد، نسخهٔ اصلی کتاب اول، ابتدا فقط به زبان روسی بود، ولی تا قبل از پایان یافتن سال انتشار آن (۱۸۸۷)، روایت‌های لهستانی، آلمانی، و فرانسوی آن نیز منتشر شدند. نخستین روایت انگلیسی این کتاب در سال ۱۸۸۸ با ترجمه‌ای نه‌چندان خوب چاپ گردید، که طبق گفته‌ها، خود دکتر زامنهوف جلوی فروش آن را گرفت، تا زمانی‌که ریچارد اچ. گِیگِن (/Richard H. Geoghegan) (/ˈɡeɪɡən) اسپرانتودانی ایرلندی ترجمهٔ دوم و خوبی از آن را به‌انجام رسانید.

## مالکیت و منشأ نام‌گذاری زبان اسپرانتو
زامنهوف در این کتاب، اسپرانتو را زبانی بین‌المللی نامید و حقوق آن را در مالکیت عمومی دانست و خود را با نام «دکتر اسپرانتو» (به اسپرانتو: Doktoro Esperanto) (به معنی «دکتر امیدوار») معرفی کرد. کسانی که این کتاب را خواندند آن را با نام نویسنده‌اش «اسپرانتو» نامیدند که این نام به‌تدریج تبدیل به اسم این زبان فراساختهی جدید شد.
در سال ۱۹۰۵، زامنهوف ۱۶ قانون گرامر زبان اسپرانتو را با یک «دیکشنری عمومی» و تعدادی تمرین مجدداً در کتابی با نام فوندامنتو د اسپرانتو (پایهٔ اسپرانتو) منتشر ساخت.